# Mind (киберспортсмен)
Пак Сонгюн (кор. 박성균; род. 03.4.1991; Пхёнтхэк, Кёнгидо), также известный под ником «Mind» — профессиональный корейский киберспортсмен, игрок в StarCraft: Brood War (терран).

## Карьера
Первые победы игрока датируются 2005 годом, когда он выигрывает в молодёжных турнирах Yeosu International Teenager Festival King of the Game Contest и The first Yongsan Teenager Game Championship. В 2006 году он появляется в профессиональной телевизионной лиге SKY2006, однако не добивается хороших результатов.
В 2007 году «Mind» квалифицируется для участия в популярной лиге GomTV MSL Season 3. По ходу турнира он обыгрывает таких известных профессиональных игроков, как «iloveoov», «Memory» и «Savior», а в финале выигрывает у двукратного победителя турнира «Bisu». Успешное выступление в одной из крупнейших лиг приносит игроку звание наиболее перспективного игрока 2007 года (англ. e-sports Most Improved Player Award).
В 2008 году результаты игрока стали ухудшаться, и с тех пор он не выиграл ни одного значимого турнира.
Завершил карьеру в 2013 году.

## Достижения
2007 год
- GomTV MSL Season 3 — 54500$